# Рекреативно роњење
Рекреативно роњење је екстремни спорт који омогућава активности под водом уз помоћ специјализоване опреме на дубинама до 40 m. Рекреативно роњење захтева квалитетну обуку, редовно и правилно одржавање опреме, строга правила безбедности и стриктно поштовање утврђених процедура и поступака.

## Нека од правила рекреативног роњења
Најважније правило роњења је да су сва правила подједнако важна, јер непридржавање сваког од њих може имати далекосежне последице.
- Роњењем се баве само обучени рониоци са одговарајућим дозволама или полазници курсева под стручним надзором.
- Ронилац увек лично саставља свој комплет и проверава његову исправност. У ту сврху мора бити правилно обучен и добро увежбан.
- Ронилац никада не креће у зарон сам.
- Приликом роњења, дисање се не сме прекидати.
- Током зарона, ронилац се никада не одваја од вође зарона или од свог пара. Уколико се изгуби, ронилац чека да се група врати по њега. Уколико се то не догоди, креће у изрон у складу са правилима наученим на обуци.
- Изрон увек мора бити контролисан и лаган, уз равномерно дисање. Израњање не сме бити нагло, јер може доћи до баротрауме плућа.
- Рекреативни ронилац нема шта да тражи на дубинама већим од оних које му дозвољава степен обучености.

## Ронилачка опрема
Савремена опрема за рекреативно роњење се састоји од ронилачког одела, маске, пераја, компензатора пловности, тегова, боце са компримованим ваздухом и двостепеног регулатора притиска. Поред ових делова опреме, ронилац може имати и многе друге, као што су компјутер, рукавице, капуљача, нож, светиљка, компас, спул и камера, али они нису неопходни у свим условима. Ронилачка опрема се мора правилно одржавати и редовно сервисирати у складу са упутствима произвођача.
Ронилачко одело штити рониоца од губитка температуре и повреда. По конструкцији може бити мокро или суво.
Мокра одела се израђују од неопрена различитих дебљина, у зависности од температуре воде за коју су намењена. Користе се за температуре изнад око 4ºC. Одржавају телесну температуру помоћу танког слоја воде који се ствара између одела и тела рониоца. Савремено мокро ронилачко одело је 1952. развио Хју Бреднер са Универзитета Калифорније Беркли.
Сува одела су водонепропусна и користе се у хладнијим водама, већином за температуре ниже од 15ºC или за дуже зароне на вишим температурама. Углавном се састоје од два слоја: мембране, која спречава продор воде и термичке изолације. Као и мокра одела, сува одела пружају пасивну термичку заштиту и заштиту од повреда. Суво одело може имати интегрисане чизме и обично долази у комплету са рукавицама.
Маска за роњење омогућава рониоцу гледање под водом, са релативно малим деформацијама вида услед преламања светлости између водене и вадушне средине. Састоји од визира од каљног стакла и образине од меке силиконске гуме, која омогућава херметичко приањање за лице рониоца.
По конструкцији може бити полумаска (енгл. half mask) или пуна маска (енгл. full-face mask), која покрива цело лице.
Полумаска покрива очи и нос и рекреативни рониоци је најчешће користе због приступачне цене.
Пуна маска има интегрисани регулатор и користи се у ситуацијама када полумаска није подесна, као рецимо у хладним водама, загађеним водама или у водама у којима има отровних организама као што су медузе или поједине алге. Може поседовати и електронски уређај за говорну комуникацију. Пуна маска је део стандардне опреме техничких ронилаца.
Пераја дају роницу потисак потребан за кретање кроз воду. Савремена пераја су сложене конструкције и представљају комбинацију више елемената од пластике и гуме, што им истовремено даје чврстину и флексибилност. По намени, пераја могу бити тренажна или радна. Тренажна пераја се навлаче на босу ногу, док радна имају отворену пету и носе се преко ронилачих чизама.
Ронилачка боца се састоји од металног цилиндра у који се смешта ваздух под притиском и вентилске групе која може имати један или два прикључка за регулатор. Боце могу бити различитих запремина, а најчешће су од 9, 12 и 15 литара. Боца може бити од челика, алуминијума или од карбон-композитног материјала. Максимални притисак у алуминијумским и челичним боцама може бити око 200 бара. У рекреативном роњењу се најчешће користе челичне боце. Разлози су приступачна цена и негативна пловност челичне боце. Боцу је неопходно атестирати сваких пет година.
Компензатор пловности или BCD (енгл. Buoyancy control device) је уређај који заједно са теговима служи за регулисање пловности рониоца. Састоји се од прслука са мехом који се током зарона према потреби може надувавати или издувавати. Уз помоћ компензатора пловности, ронилац може подесити позитивну пловност, када његово тело тежи да исплива, неутралну, када лебди на константној дубини, или негативну, када његово тело тежи да тоне. Поред тога, компензатор пловности поседује и џепове и прстенове за смештај и качење различите опреме, као што су светиљке, камере и слично.
Тегови могу бити тврди, од ливеног олова, или меки од оловне сачме у водопропусним јастучићима. Могу се носити на посебном појасу, или могу бити интегрисани у компензатору пловности. Појас за тегове или компензатор пловности морају бити такве конструкције да омогућавају брзо одбацивање тегова у случају опасности.
Хидростатски регулатор је уређај који омогућава рониоцу удисање ваздуха из боце високог притиска на захтев. То значи да ваздух из регулатора излази само када ронилац удише.
Савремени регулатори су двостепени. Први степен смањује притисак из боце са око двеста или триста бара, у зависности од боце, на око десет бара. Према врсти вентила којим се први степен повезује на вентилску групу боце, могу бити ДИН или интернационал. Према конструкцији, регулатори првог степена могу бити клипни или мембрански.
На првом степену регулатора се налази и конзола са манометром који показује притисак у боци. Поред манометра ту могу бити и разни други инструменти, као што су дубиномер, компас или ронилачки компјутер.
Други степен регулатора смањује притисак са десет на два или три бара. Може бити небалансиран и балансиран. Небалансирани регулатори су издржљивији и једноставнији, док балансирани дају боље перформансе, па на њихову функционалност не утиче промена притиска околине, као ни смањење притиска у боци.
Рекреативни рониоци најчешће користе двоструки, примарни и секундарни регулатор другог степена. Овај систем се још назива и октопус. Други регулатор служи као резерва у случају отказивања главног или у случају да неко од ронилаца остане без ваздуха.
Регулатор се мора редовно атестирати и одржавати у складу са упутствима произвођача.
Савремени систем регулатора отвореног циклуса са вентилом са доставом ваздуха на захтев, развили су у зиму 1942. / 1943. Жак Кусто и инжењер Емил Гањан.

## Дубине зарона
Рекреативно роњење је углавном ограничено на дубине до 42 метра према стандардима америчких агенција PADI и NAUI, 50 m према стандарду британских BSAC и SAA, односно 56 m по стандарду француске агенције CMAS.
Поред тога, дубина зарона зависи од степена обучености ронилаца, односно њихових категорија, али се најчешће креће око 30 m или мање. Рекреативни рониоци најчешће избегавају роњење у већим дубинама, како би се избегла задржавања ради декомпресије.
Дубину зарона поред прописа ограничавају физиолошки и логистички аспекти, као на пример количина гасова за дисање које је могуће понети, неопходност декомпресије, азотна наркоза и токсичност кисеоника при великим притисцима, као и отежано дисање. На дубинама блиским 40 m, рониоци почињу да осећају дејство азотног пијанства које утиче на способност расуђивања и моторику. Подложност азотној наркози је индивидуална, зависи од бројних фактора и може се смањити вежбом.

## Смеше гасова за дисање
Супротно уобичајеном веровању, у роњењу се за дисање не користи кисеоник, већ обичан ваздух из атмосфере (21% кисеоник, 78% азот, 1% осталих гасова). Чист кисеоник постаје токсичан у људском организму већ на дубини од 7,6 m и може довести до тровања.
За поједине зароне, користе се смеше гасова различите од нормалног ваздуха из атмосфере, под условом да је ронилац обучен за њихову употребу. Најчешћа мешавина је ваздух обогаћен кисеоником, такозвани Nitrox, који се још означава и као EAN (енгл. Enriched Air Nitrox), у коме је садржај кисеоника најчешће 32% или 36%.
Већи проценат кисеоника у одговарајућој размери смањује садржај азота, смањујући тиме ризик од декомпресионе болести или омогућава дуже излагање притиску са подједнаким ризиком. Смањени садржај азота омогућава избегавање заустављања ради декомпресије, краћу декомпресију или краће паузе на површини између зарона. Честа је заблуда да Nitrox може да спречи азотну наркозу, а истраживања су доказала да и кисеоник може имати дејство слично азоту.
За веће дубине се ређе користе и хелијумске смеше TRIMIX и HELIAR, које се састоје од кисеоника, хелијума и азота. Веома су погодне за роњење, због веома ниске рестворљивости хелијума у крви, али их рекреативни рониоци ретко користе због високе цене. Смеша под називом “TRIMIX 10/70″ која садржи 10% кисеоника, 70% хелијума и 20% азота погодна је за зароне од 100 m. Ове смеше имају своју примену код техничких ронилаца на великим дубинама или при дугим заронима.

## Ронилачке организације, обука и категорије ронилаца
У свету постоји више десетина ронилачких организација које имају за циљ популаризацију рекреативног роњења и стандардизацију обуке и увежбавање ронилаца. У Србији су доминантне две: PADI енгл. Professional Association of Diving Instructors, основана 1966. на Флориди и  фр. Confédération Mondiale des Activités Subaquatiques основана 1959. у Монаку. Програми обуке и категорије ронилаца су компатибилни и већина клубова у Србији врши обуку по оба програма. Поред ове две организације, у мањем обиму су активне су и друге, као , или 
Српска ронилачка организација, Савез организација подводних активности Србије или СОПАС се поред рекреативног роњења бави и другим воденим спортовима, а организује и такмичења и разне друге подводне активности, као и обуку ронилаца по програму CMAS.
Значајно је споменути и међународну непрофитну медицинску истраживачку организацију DAN - енгл. Divers Alert Network, посвећену едукацији и безбедности ронилачког спорта.

### Обука
Обука има за циљ упознавање са техникама роњења, правилним коришћењем и одржавањем опреме, као и упознавање и увежбавање примене поступака и процедура за безбедно роњење. Поред тога, полазници се упознавају и са основама физиологије роњења, физике и прве помоћи. Обука за све категорије се састоји од теоретских предавања и практичног рада. Практични рад се врши углавном у базенима, а у зависности од категорије за коју се обучава, ронилац обавља одређени број зарона у отвореној води. Након обављене обуке, полазници полажу испит. Испит се састоји из два дела: теоријског и практичног.
Доња старосна граница за рекреативно роњење по стандардима  и  је 8 година, док горња граница не постоји. Полазници су пре почетка курса обавезни да обаве специјалистички лекарски преглед.
| Упоредна табела ронилачких категорија за агенције и са ограничењима дубине по категоријама: |                               |                        |                      |                             |                             |                      |
|                                                                                             | P1 (једна звездица) 20 m       | P1 (једна звездица) 20 | P2 (две звездице) 40 | P2 (две звездице) 40 m       | P3 (три звездице) 56 m       | P4 (четири звездице) |
|                                                                                             | 18 (12 за млађе од 12 година) | 30                     |                      | 35 , 40 са завршеним курсем | 35 , 40 са завршеним курсем |                      |

### Специјалистички курсеви
Поред обуке за стицање основних вештина, све ронилачке агенције нуде и већи број специјалистичких курсева. Специјалистички курсеви омогућавају рониоцима да стекну нове вештине у оквиру своје категорије или да унапреде вештине које су већ савладали на обуци.
Међу специјалистичке курсеве спадају између осталих:
- - курс дубинског роњења
- - курс роњења у пећинама
- - курс роњења под ледом
- - курс ноћног роњења
- - курс роњења обогаћеном мешавином гасова
- - курс управљања подводним возилима
- - курс подводне фотографије
- - курс роњења у олупинама
- - курс роњења на већим надморским висинама
- - курс подводне навигације
- - курс роњења у сувом оделу
- - курс морске билогије
- - курс слатководне билогије
- - курс подводне геологије
- - курс подводне археологије
- - курс за откривање културне подводне баштине

## Подводна комуникација
Разговор под водом није могућ, осим уз коришћење посебне електронске опреме. Зато се рекреативни рониоци за размену основних и хитних порука служе знаковима рукама, светлосним сигналима као и сигналима ужетом. Комплексније поруке се могу писати на водоотпорним таблицама.